# PSR B1620-26 b
PSR B1620-26 b (بالإنجليزية: PSR B1620-26 b)‏ الذي يرمز له بالرمز PSR B1620-26B، هو كوكب خارج المجموعة الشمسية، وكوكب حول نجم ثنائي، وكوكب نباض، في كوكبة العقرب، يتبع PSR B1620−26 ‏.

## الاكتشاف
اكتشف في 30 مايو 1993.